# A.O. Andersen (skibsreder)
 Der er flere personer med dette navn, se A.O. Andersen.
Axel Olaf Andersen (8. februar 1875 i Holmens Sogn, København – 21. september 1934 på Rønhave, Vedbæk) var en dansk skibsreder, der blandt andet var administrerende direktør i DFDS fra 1925 til sin død.

## Karriere
A.O. Andersen fik 1. juli 1890 ansættelse i skibsrederfirmaet L.H. Carl og viste sig så kompetent, at han blev sin chefs, Adolf Carls, betroede medarbejder. 1899 løste han grossererborgerskab og etablerede 1903 sammen med med Adolf Carls søn, Poul Carl, firmaet A.O. Andersen & Co. som blev korresponderende reder for det nydannede dampskibsselskab "Viking" (1903-20) og senere for "Valkyrien" (1914–20). Efter Adolf Carls død 1908 blev Andersen optaget som medindehaver af L.H. Carl, der var korresponderende reder for selskaberne "Skjold", "Carl" og "Gorm". I marts 1920 blev disse selskabers skibe (som var blevet samlet i selskabet "Gorm" i 1917) erhvervet af Det Forenede Dampskibs-Selskab (DFDS), som ydermere overtog alle aktierne i "Viking" og "Valkyrien" nogle måneder senere.
I juni 1920 indtrådte A.O. Andersen sammen med direktør Kaj Reinhardt i DFDS' ledelse, således at direktionen foruden af C.M.T. Cold og Niels Høst kom til at bestå af Reinhardt og Andersen. 2. april 1921 trak Cold og Høst sig ud af direktionen efterfulgt af Reinhardt i 1925, hvorved Andersen blev administrerende direktør, hvilket han var til sin død 1934.

## Tillidshverv
Under 1. verdenskrig var Andersen en af Danmarks delegerede ved forhandlingerne med den engelske og tyske regering 1917–18 og ved forhandlingerne i Washington D.C. 1918 om den danskamerikanske handels- og skibsfartsoverenskomst.
Han var næstformand for Dampskibsnævnet, formand for dets forretnings- og likvidationsudvalg til dettes ophør 1921 samt medlem af bestyrelsen for Krigsforsikringen for danske skibe 1914-23. 1911-20 var Andersen medlem af Sø- og Handelsretten. Han var sekretær (1894-1914), næstformand (1912-21) og fra 1925 til sin død formand for Dansk Dampskibsrederiforening. Desuden medlem af Statens Kulfordelingsudvalg, indtil det blev ophævet 1921. 1908-23 var han medlem af Dansk Arbejdsgiverforenings bestyrelse. 1927 blev han Søfartsrådets første formand.
Fra 1919 havde Andersen sæde i Privatbankens bankråd, og i sommeren 1927 indtrådte han i bankens delegation som dennes næstformand. Han blev orienteret om bankens vanskelige situation og stod i spidsen for arbejdet med at rekonstruere banken økonomisk i efteråret 1928. Efter bankens ekstraordinære generalforsamling 5. december samme år blev han valgt han til formand for bankens repræsentantskab og bestyrelse og blev genvalgt hertil indtil sin død. Han blev i 1931 medlem af Statsministeriets økonomiske råd.
A.O. Andersen havde desuden en lang række bestyrelsesposter, bl.a. i A/S Major Wright & Co., og var bl.a. formand i bestyrelserne for Helsingør Skibsværft og Maskinbyggeri og Frederikshavn Skibsværft.
Han var medlem af repræsentantskabet for den danske afdeling af Foreningen for skandinaviske Søfartshjem i fremmede Havne, medlem af bestyrelsen for stiftelsen Georg Stages Minde, medlem af Det Kongelige Danske Geografiske Selskabs råd samt medlem af bestyrelsen for Foreningen til Søfartens Fremme.
Han blev Ridder af Dannebrogordenen 1918, Dannebrogsmand 1922 og Kommandør af 2. grad 1927. Han bar også en lang række udenlandske ordener.
1929 lod han et stort landsted i Vedbæk opføre ved arkitekt Carl Brummer. Det fik navnet Rønhave og blev senere overtaget af Det Apostoliske Nuntiatur.
Han er begravet på Vestre Kirkegård.